# 左联五烈士

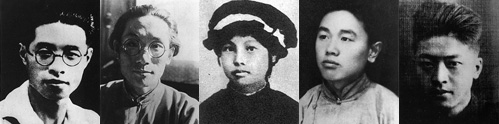
左起：胡也频、柔石、冯铿、殷夫、李求实(李伟森)

左联五烈士指1931年2月7日在上海被中華民國國民政府于上海龙华监狱秘密杀死五位與中國左翼作家聯盟（简称左联）相關的成员：胡也频、柔石、殷夫、冯铿、李伟森。除李伟森没有正式加入“左联”，但工作上有紧密联系外，其他四位都是“左联”成员。1931年2月7日他们被国民党同时杀死于上海龙华。这一天被处决的还有林育南、何孟雄等另外十九人，共二十四人。

## 历史
五人生前在从事实际革命活动的同时，积极进行文学活动，为初期无产阶级革命文学的发展起到了积极的作用，其中以柔石的小说和殷夫的诗歌所产生的影响较为突出。他们被害后，“左联”发表了抗议和宣言，指斥国民党。鲁迅先后写下《中国无产阶级革命文学和前驱的血》、《为了忘却的记念》等文章，称颂他们的革命精神和文学成就。